# Musique impressionniste

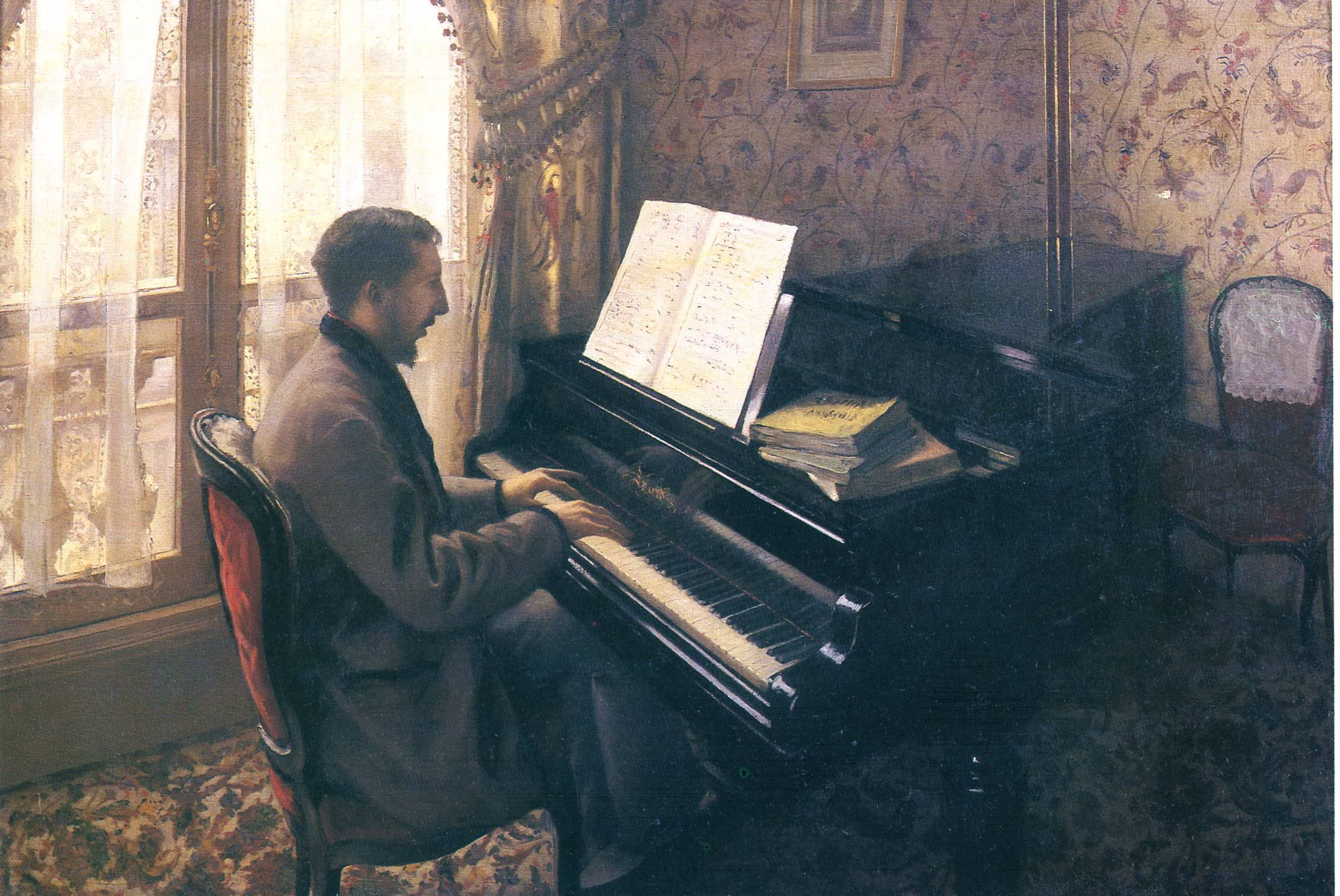
Jeune homme au piano (Martial Caillebotte) (1876, Gustave Caillebotte).

La « musique impressionniste » est un genre musical appartenant à la période moderne, qui voit le jour en Europe dans le dernier quart du XIXe siècle et dont le principal représentant est Claude Debussy. 

## Définition
Elle est caractérisée par une écriture dans le temps non pas linéaire, mais au contraire faite de successions d'impressions. Cette musique, par son couplage entre une tonalité très recherchée et la modalité, présente une grande sophistication. Le terme « impressionnisme » en musique fait depuis longtemps débat, les compositeurs eux-mêmes ayant exprimé en leur temps une grande réticence devant cette appellation. Le compositeur et musicographe André Boucourechliev (1925-1997) exprime cette prudence en dénonçant la « fameuse dénomination d'impressionniste qui a été appliquée à Debussy, si souvent récusée — et néanmoins si tenace ». Boucourechliev limite ce rapprochement entre la peinture impressionniste et la musique impressionniste en admettant toutefois que Debussy « renvoie [..] à la peinture — qu'on le veuille ou non, à la peinture impressionniste. » (ibid) Si la musique peut être impressionniste, c'est en ceci qu'elle renvoie à la poétique de l'instant. « L'espace impressionniste, poursuit l'auteur, s'articule — s'anime, prend vie, parle — dans la couleur et sa mouvance. [...] Que cette démarche choisisse de se décrire avec des termes plus proches de la vision que de l'audition, de la peinture plus que de la musique, indique non seulement la pauvreté d'un vocabulaire musical ici impuissant à parler vrai, mais aussi la parenté profonde de deux aspirations à fibrer l'espace et le temps de façon nouvelle. »
La musique impressionniste a été associée à la peinture impressionniste par Vladimir Jankélévitch, mais il précise bien, de son côté, la filiation avec l'école symboliste.

## Compositeurs concernés

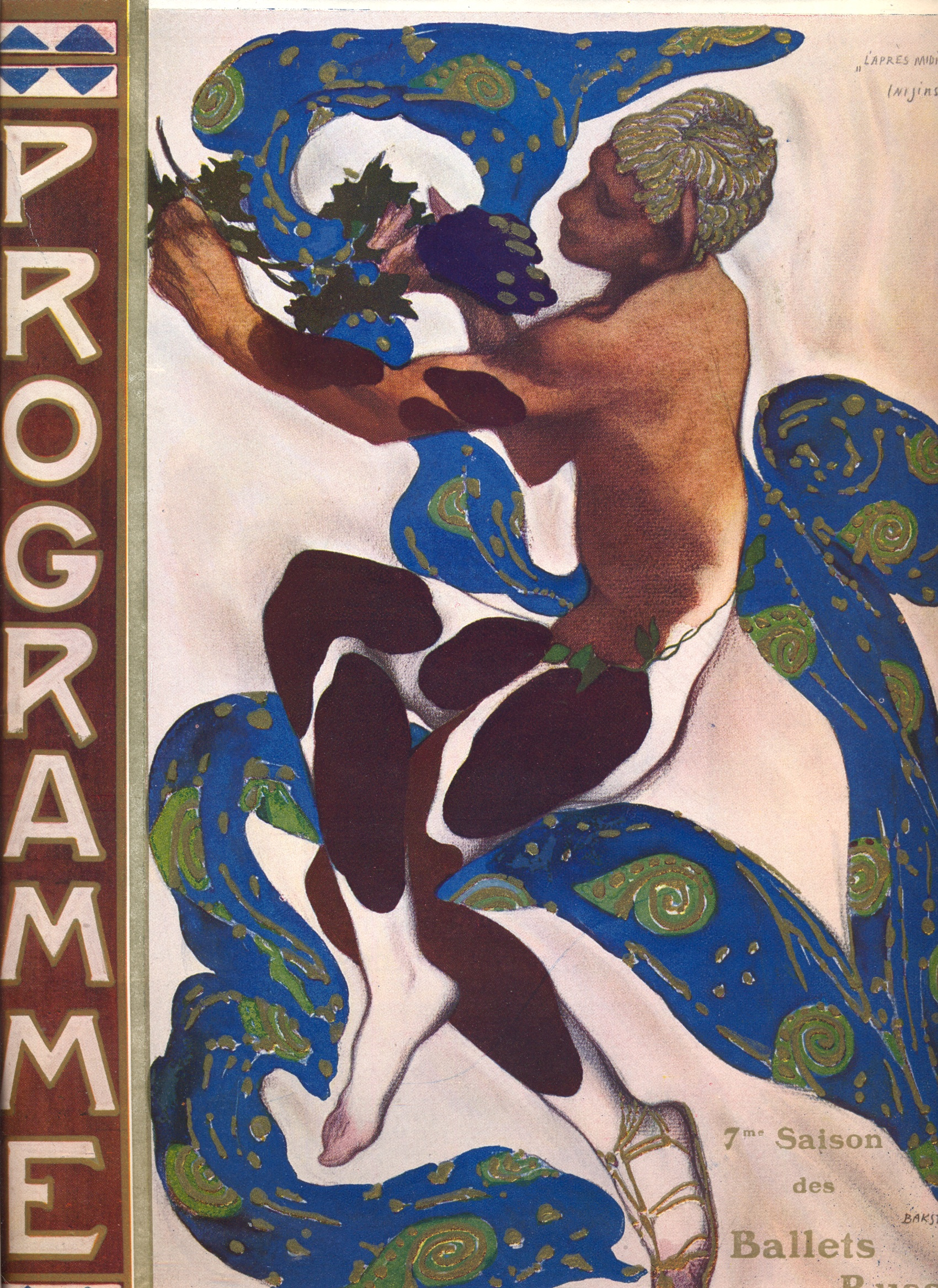
Nijinski dans L'Après-midi d'un faune. Aquarelle de Léon Bakst pour la couverture du programme de la saison de 1912 des ballets russes.

Si le terme désigne au premier chef Claude Debussy et Maurice Ravel, on peut y inclure un certain nombre d'autres compositeurs de l'époque, tels que Martial Caillebotte, Lili Boulanger,, Isaac Albéniz, Frederick Delius, Paul Dukas, Emmanuel Chabrier, Alexandre Scriabine, Charles Tournemire, André Caplet, Manuel de Falla, John Alden Carpenter, Ottorino Respighi, Charles Tomlinson Griffes, ou encore Federico Mompou, ainsi qu'Albert Roussel qui finit par s'en détourner. Le compositeur finlandais Jean Sibelius y est aussi souvent associé, et son poème symphonique tonal Le cygne de Tuonela (1893) est paru moins d'un an avant le Prélude à l'après-midi d'un faune de Debussy. Plus récemment, des musiciens comme Pierre Pincemaille s'inscrivent dans la continuité des « langages harmoniques » de Claude Debussy et Maurice Ravel. La musique de la compositrice Camille Pépin est également influencée par l'impressionnisme français.